# 秦皇岛市第十中学
秦皇岛市第十中学是中国河北省秦皇岛市的一所全日制初级中学。学校地处文化南路铁道南东侧海滨路北。

## 基本概况
学校占地面积16846平方米，建筑面积9481平方米，有38个教学班，在校学生2645人。
- 师资现有教职工220人，其中专任教师180人。
- 服务学区：是青云里小学和光明路小学的毕业生

## 历史
始建于1976年。